# Lee-Nunatak
Der Lee-Nunatak ist ein 1920 m hoher Nunatak im ostantarktischen Viktorialand. Im nordwestlichen Teil der Daniels Range in den Usarp Mountains ragt er 6 km nordwestlich des Penseroso Bluff, 6,5 km nordöstlich des Ship Nunatak und 10,5 km südwestlich des Milles-Nunataks auf.
Der United States Geological Survey kartierte ihn anhand eigener Vermessungen und Luftaufnahmen der United States Navy aus den Jahren von 1960 bis 1963. Das Advisory Committee on Antarctic Names benannte ihn 1970 nach Chun Chi Lee, Biologe des United States Antarctic Research Program auf der McMurdo-Station von 1967 bis 1968.